# Andreas Prommegger
Andreas Prommegger (* 10. listopadu 1980 Schwarzach im Pongau) je rakouský snowboardista, který se věnuje paralelnímu slalomu a paralelnímu obřímu slalomu. Je členem klubu WSV St. Johann a pracuje jako policista.
Začínal jako lyžař a na snowboard se zaměřil od roku 1992. V rakouské reprezentaci debutoval v roce 1997. Na mistrovství světa juniorů ve snowboardingu v roce 2000 vyhrál paralelní slalom i obří slalom. Na seniorském mistrovství světa ve snowboardingu startoval poprvé v roce 1999, když obsadil 43. místo ve snowboardcrossu. Třikrát skončil v paralelním slalomu na čtvrtém místě (2007, 2011 a 2013). První medaile ze světového šampionátu se dočkal roku 2017 v Sieře Nevadě, kde vyhrál paralelní slalom i obří slalom. Na MS 2021 získal stříbrnou medaili, kdy podlehl ve finále paralelního slalomu svému reprezentačnímu kolegovi Benjaminu Karlovi. Na mistrovství světa v akrobatickém lyžování a snowboardingu 2023 v gruzínském Bakuriani zvítězil v paralelním slalomu mužů a spolu se Sabine Schöffmannovou byl finalistou paralelního slalomu smíšených dvojic. Ve věku 42 let se stal historicky nejstarším mistrem světa nejen ve snowboardingu, ale ve všech sportech provozovaných na sněhu.
Zúčastnil se pěti olympijských her. V roce 2006 byl devátý v obřím slalomu a na ZOH 2010 deváté místo zopakoval. Na olympiádě v roce 2014 skončil osmý v obřím slalomu a třináctý ve slalomu, v roce 2018 byl v obřím slalomu dvanáctý a v roce 2022 šestý.
Ve své kariéře vyhrál 23 individuálních a 4 týmové závody Světového poháru. V sezónách 2011/12, 2012/13 a 2016/17 vyhrál celkovou klasifikaci Světového poháru v paralelních disciplínách. Je také vítězem čtrnácti akcí Evropského poháru. Čtyřikrát byl snowboardovým mistrem Rakouska (2000, 2004, 2005 a 2007). 